# Johann Franz Frey
Johann Franz Frey  war ein österreichischer Orgelbauer in Wiener Neustadt.

## Leben
Johann Franz Frey hatte seine Werkstätte in Wiener Neustadt, wobei unklar ist, ob er die Werkstätte von Wolfgang Hunwerkch übernahm oder eine zweite Werkstätte in Wiener Neustadt betrieb.
1710 war Franz Frey mit einem größeren Umbau der Orgel der Schlosskirche Eisenstadt befasst. 1724 wurde von ihm die Orgel der Pfarrkirche Mattersburg (12/I/P) neu gebaut.
Für die 1732 von ihm gebauten weiteren Orgel, die 1759 in die Konventkirche der Barmherz. Brüder transferiert und um ein Pedal erweitert wurde, komponierte Joseph Haydn die Kleine Orgelsolomesse.

## Werke
| Jahr | Ort        | Gebäude                        | Bild | Manuale | Register | Bemerkungen                                                                                                   |
| ---- | ---------- | ------------------------------ | ---- | ------- | -------- | --- |
| 1732 | Eisenstadt | Konventkirche Barmherz. Brüder |      | I/P     | 8        | ursprüngl. für andere Kirche errichtet, 1759 in die Barmherzigen Kirche transferiert und um ein Pedal ergänzt |